# Фінчу
Фінчу (рум. Finciu) — село у повіті Клуж в Румунії. Входить до складу комуни Келецеле.
Село розташоване на відстані 350 км на північний захід від Бухареста, 42 км на захід від Клуж-Напоки.

## Населення
За даними перепису населення 2002 року у селі проживали 198 осіб, з них 194 особи (98,0%) румунів. Рідною мовою 194 особи (98,0%) назвали румунську.